# خروشچفکا

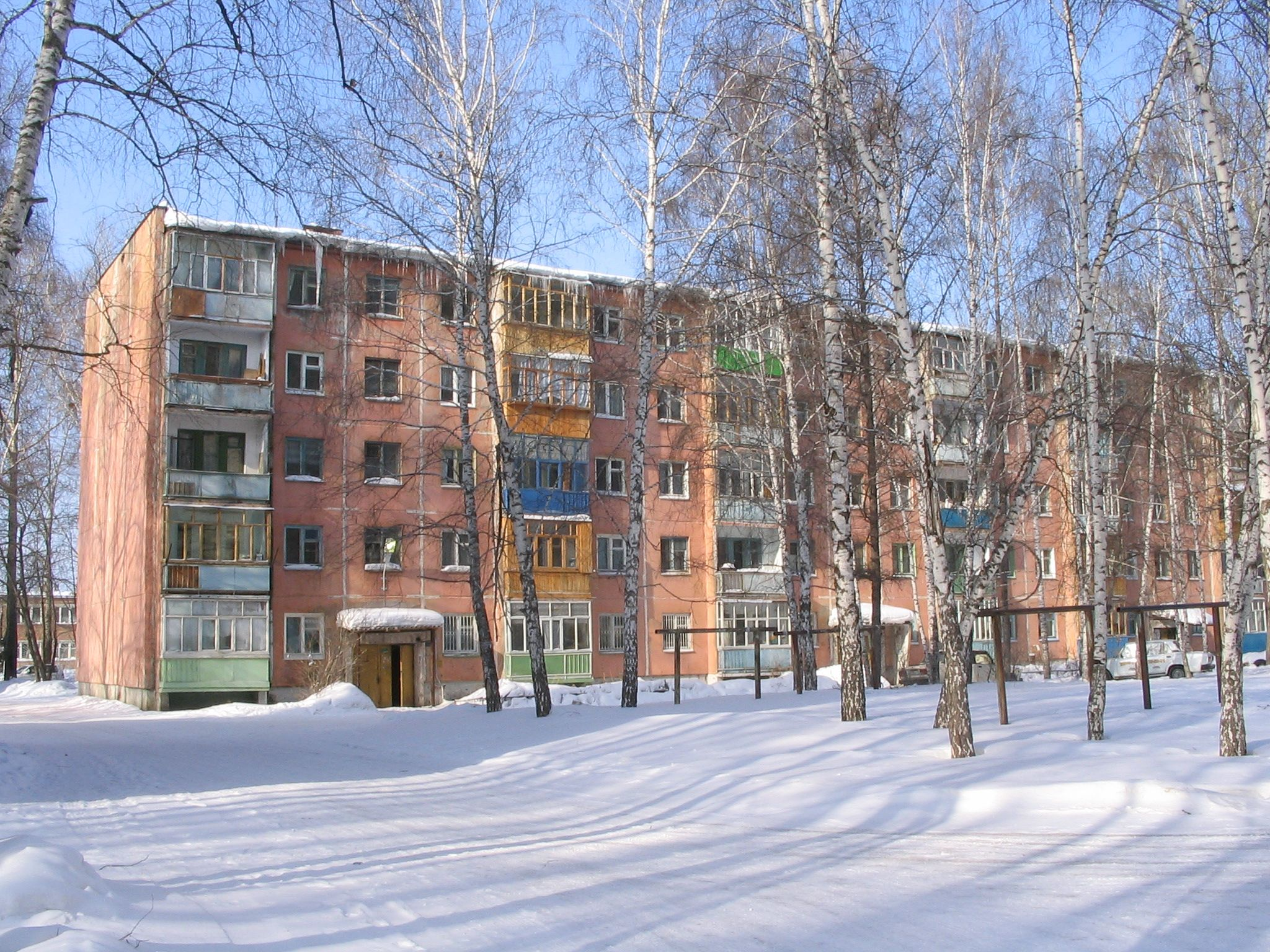
پانل خروشچفکا در تومسک

خروشچفکاها (روسی: хрущёвка، آوانگاری khrushchyovka؛ IPA: [xrʊˈɕ:ɵfkə]) نوعی آپارتمان کم‌هزینه، با پنل بتنی سه تا پنج-طبقه هستند، که از اویل دههٔ ۱۹۶۰ در اتحاد جماهیر شوروی ساخته شدند. نام این ساختمان‌ها از هم‌نامشان نیکیتا خروشچف گرفته شده است که در این دوره رهبر شوروی بود.
با آغاز ساخت «خروشچفکاها»، توسعه مسکن شوروی عمدتاً صنعتی شد. در مقایسه با «استالینکاها»، که معمولاً از آجر ساخته می‌شدند، خروشچفکاها آپارتمان‌های کوچک‌تری داشتند و معماری سبک کارکردگرایانه آنها بسیار ساده بود. با این حال، ساختمان‌های نسل اول از بسیاری جهات از ساختمان‌های آپارتمانی چوبی دو طبقه معمولی دوران استالین پیشی گرفتند و کمبود حاد مسکن را به میزان قابل توجهی کاهش دادند. این ساختمان‌ها از سال ۱۹۵۶ تا اواسط دهه ۱۹۷۰ ساخته شدند. در اواخر دهه ۱۹۶۰، «برژنفکاها» شروع به جایگزینی خروشچفکاها کردند. هر دو این بناها همچنان در میان رایج‌ترین انواع مسکن در اتحاد جماهیر شوروی سابق و نمادی از دوران «روزهای بهاری خروشچف» باقی مانده‌اند.
یک نسخه بلندمرتبه و به‌روز شده از آن، به نام برژنفکا، در دهه‌های ۱۹۷۰ و ۱۹۸۰ ساخته شد و شامل بسیاری از به‌روزرسانی‌ها از جمله آپارتمان‌های بزرگ‌تر (به‌ویژه آشپزخانه‌های بزرگ‌تر)، آسانسورها و سامانهٔ دفع زباله بود.

## تاریخچه

### خاستگاه‌ها

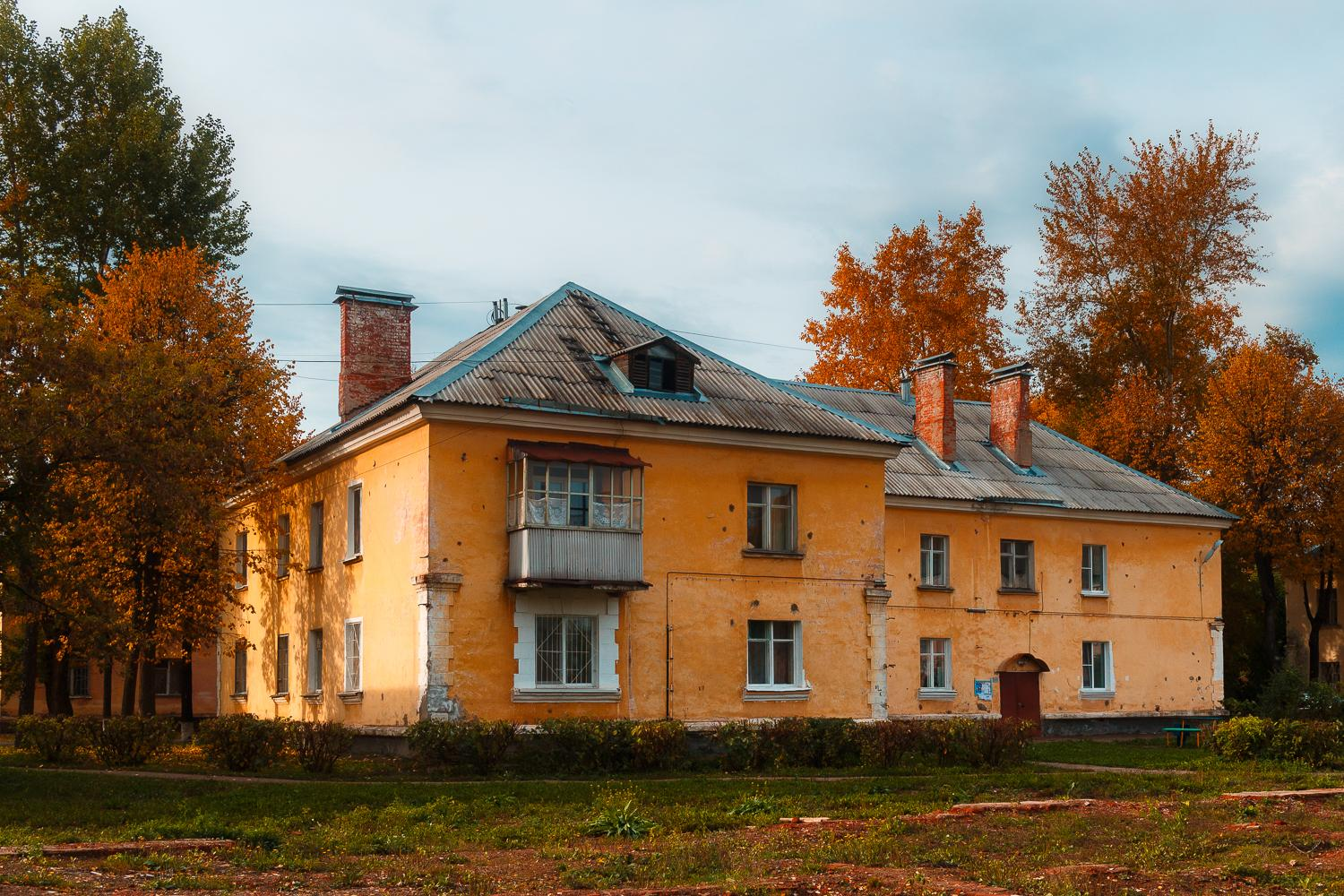
یک کمونالکا با بنایی معمولی

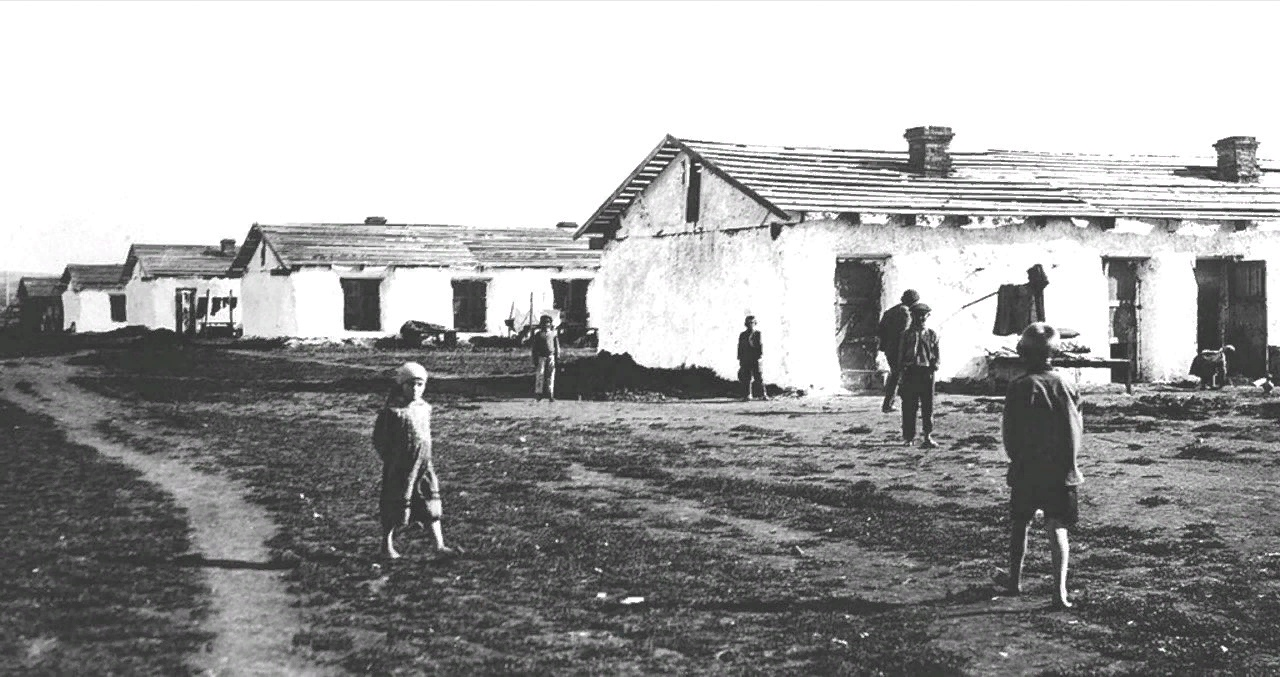
خانه‌های مسکونی کارگران

بنایی سنتی به نیروی کار زیادی نیاز دارد؛ پروژه‌های انفرادی کند بودند و با نیازهای شهرهای پرجمعیت قابل مقایسه نبودند. در دهه ۱۹۲۰، یک هیئت شوروی، ساخت مسکن اجتماعی آلمان را تحت نظر ارنست می، با استفاده از پانل‌ها، مورد مطالعه قرار داد. ساختمان‌سازی شوروی در آن زمان فاقد اندازه‌های استاندارد، سازماندهی کاری شفاف و توزیع کارآمد وظایف بود و به روش‌های نیمه‌دستی متکی بود که باعث کاهش اثربخشی هزینه‌ها می‌شد.
در سال ۱۹۳۶، فرمانی از شورای کمیسرهای خلق و کمیته مرکزی حزب کمونیست با عنوان «در مورد بهبود ساخت و ساز و کاهش هزینه‌ها»، صنعتی‌سازی و استانداردسازی در ساختمان‌سازی شوروی را آغاز کرد. قبل از جنگ، پله‌ها و دال‌های بتنی مسلح به صورت پراکنده ظاهر می‌شدند، خانه‌های بلوکی بزرگ در شهرهای بزرگ ساخته می‌شدند و روش‌های سریع خط مونتاژ در خیابان بولشایا کالوژسکایا مسکو آزمایش می‌شدند. با این حال، ایجاد مجموعه‌های مسکونی کامل در اولویت نبود. صنعتی‌سازی و استانداردسازی هنوز به معنای ساده‌سازی طرح‌های نما نبود. «خانه روباز» اثر آندری بوروف و بوریس بلوخین در سال ۱۹۴۰ نشان داد که ساخت‌وساز صنعتی می‌تواند با معماری با کیفیت بالا و متنوع همزیستی داشته باشد.
شهرهای غربی پس از جنگ به‌طور گسترده طرح مسکن‌های بزرگ را برای بازسازی پذیرفتند. در اتحاد جماهیر شوروی، یک رویکرد طراحی استاندارد — توسعه مجموعه‌ای از پروژه‌های معمول با سبک‌های معماری یکسان — در اواخر دهه ۱۹۴۰ در سراسر کشور گسترش یافت و سطوح مسکن قبل از جنگ را با خانه‌های آجری کم ارتفاع و مصالح محلی احیا کرد.
تا دهه ۱۹۵۰، ساخت‌وسازهای شوروی شامل آپارتمان‌های کوچک با حمام‌های مشترک، دسترسی به آشپزخانه از طریق اتاق‌های نشیمن، نورپردازی ثانویه آشپزخانه و سقف‌های کوتاه‌تر بود. با این حال، شیوه‌های سکونت در اتاق‌های مجاور مانع از گسترش گسترده این طرح‌ها می‌شد.

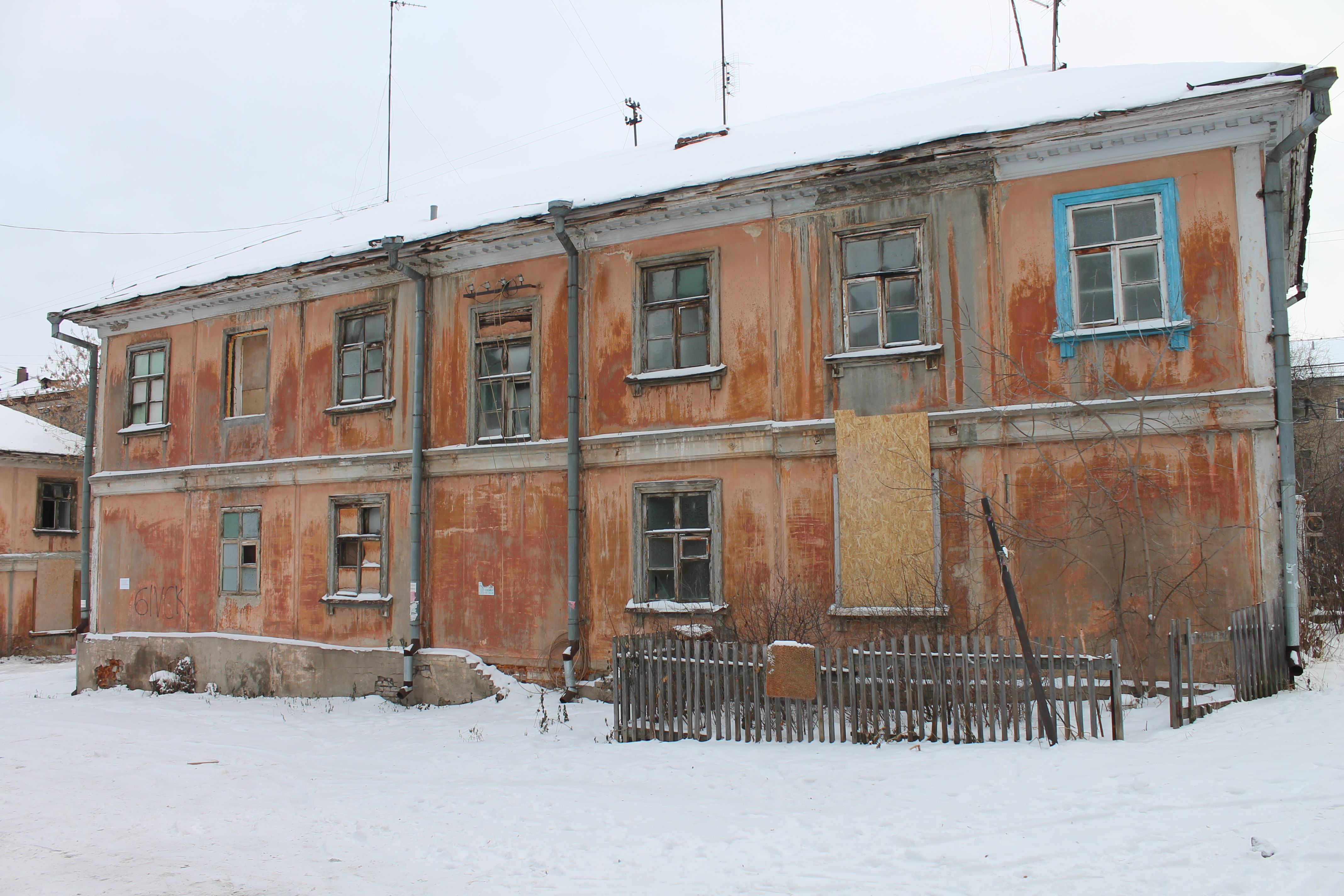
خانه‌ای با پنل‌های بزرگ متروکه با اسکلت ناقص. اولین خانه‌های با پنل‌های بزرگ در اتحاد جماهیر شوروی بر اساس پروژه‌های مشابه ساخته شدند. مکان: یکاترینبورگ. ساخته شده در سال ۱۹۴۹

### اولین خانه‌های پنل-بزرگ شوروی
در سال ۱۹۳۱، تحت نظر مهندس آ.اس. واتسنکو، خارکوف ساخت یک نمونه اولیه از خانه پانلی با پوسته‌های نازک بتن مسلح که توسط دنده‌های محیطی به هم متصل شده و با سرباره پر شده بودند را آغاز کرد. در سال ۱۹۳۷، شرکت اورالمش نمونه‌هایی از پنل دیواری را برای یک خانه آزمایشی تولید کرد، اما طرح‌های پیچیده ساخت و ساز را متوقف کرد. تحقیقات در مورد صنعتی‌سازی مسکن را گریگوری کوزنتسوف رهبری می‌کرد.
در سال ۱۹۴۵، کارخانه‌ای در نزدیکی سوردلوفسک (که اکنون یکاترینبورگ نام دارد) یکی از اولین خانه‌های بزرگ پانلی اتحاد جماهیر شوروی را در بریوزوفسکی ساخت که با پانل‌های ۳×۳ متر طراحی شده بود. این خانه‌های یک و دو طبقه تا سال ۱۹۵۱ در سراسر منطقه تکثیر شدند.

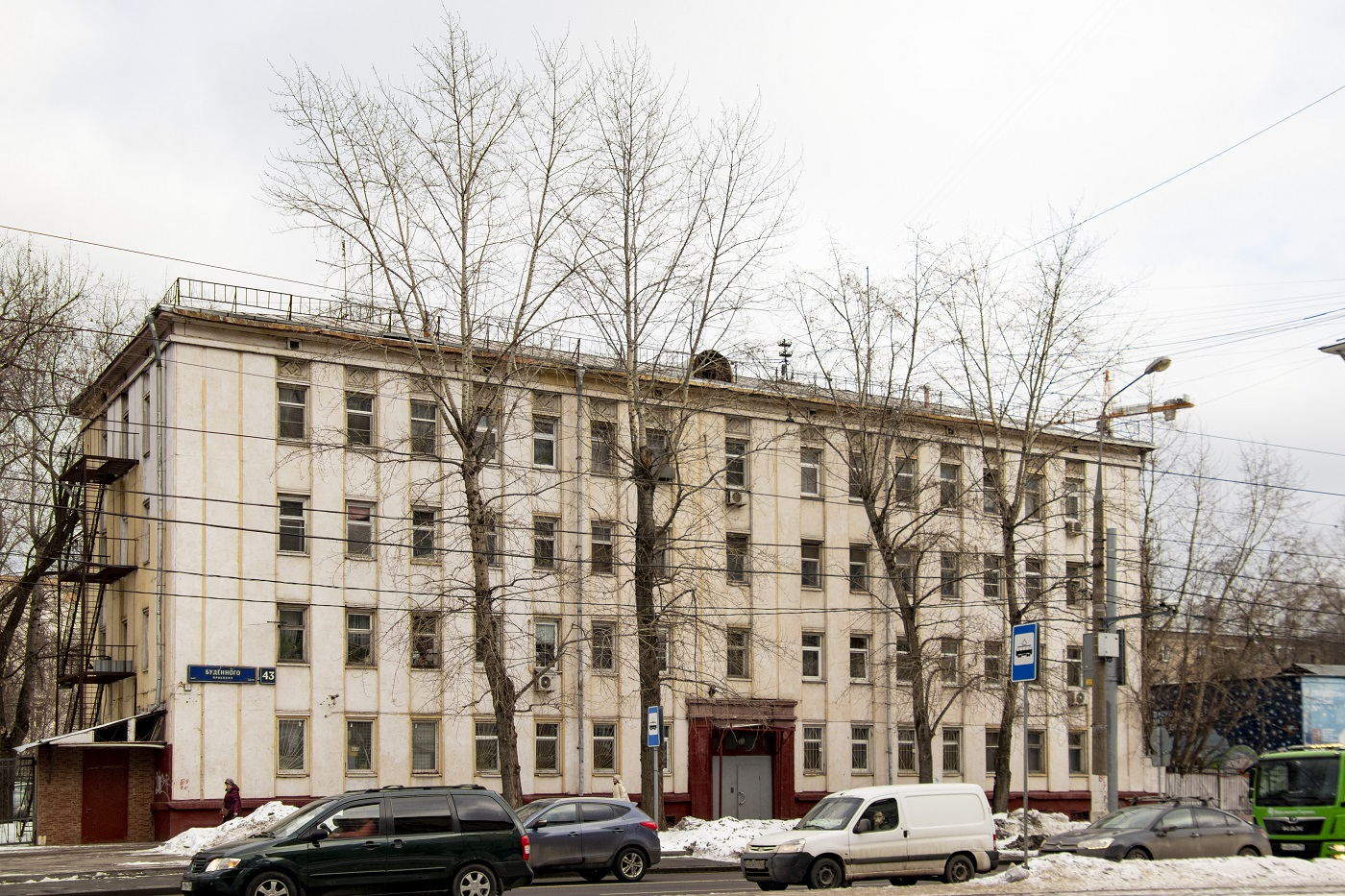
خانه اسکلت-پانلی در مسکو، خیابان بودیونی، پلاک ۴۳. ساخته شده در سال ۱۹۴۸